# Podlehnik
Podlehnik (em alemão:  Lichtenegg) é um município da Eslovênia. A sede do município fica na localidade de mesmo nome.